# Heinz-Joachim Theis
Heinz-Joachim Theis (* 1954 in Flörsheim am Main) ist ein deutscher Galerist und Leiter des Keramik-Museums Berlin.

## Leben
Geboren 1954 im hessischen Flörsheim, durchlief Heinz-Joachim Theis nach seinem Schulabschluss bei der Deutschen Lufthansa AG in Hamburg und Frankfurt/Main eine Ausbildung zum Flugzeugmechaniker. Zudem führten ihn Sprachstudien nach Barcelona und Paris und er erwarb sich aufgrund seiner zudem in russischer Sprache erworbenen Kenntnisse ein Übersetzerdiplom. Doch Theis suchte nach einer befriedigenderen Aufgabe, „schlitterte“ auf der Suche danach jedoch eher zufällig in seine spätere Profession: Während eines Praktikums lernte er in einem Töpferkurs das Handwerk des Keramikformens kennen. Doch er wollte nicht selbst etwa lediglich mittelmäßige Irdenware produzieren, sondern sich lieber mit „schönen“, künstlerisch hochwertigen Keramik-Objekten umgeben. Seine ersten Stücke erwarb er auf Flohmärkten, während später Spitzenstücke, darunter Gefäße und Skulpturen zum Beispiel aus Deutschland, Dänemark, Japan oder Südafrika, zu den – verkäuflichen – Exponaten seiner am 1. Mai 1986 gegründeten Galerie Theis in der Schustehrusstraße in Berlin-Charlottenburg zählen.
Vier Jahre nach der Eröffnung seiner Galerie konnte auch das Keramik-Museum Berlin (KMB) gegründet werden: Ein Grundstock von 4000 Keramiken wurde dem Berliner Senat als Stiftung aus Privatbesitz übereignet und vom Senat wiederum dem Museum als Dauerleihgabe überlassen. Der von Theis mit Unterstützung von Sammlern, Künstlern und Wissenschaftlern zur gleichen Zeit gegründete Förderverein hat sich die öffentlich-rechtliche Trägerschaft des Museums durch das Land Berlin als eines seiner Ziele gesetzt. Unterdessen konnte 2004 das Museum in das rund dreihundert Jahre alte Bürgerhaus nahe dem Charlottenburger Schloss einziehen und dort seitdem 81 Sonderausstellungen – vornehmlich zur Keramik des deutschen Kulturkreises – präsentieren.
Das unmittelbar in Nachbarschaft zur Galerie Theis gelegene Keramik-Museum Berlin betreibt Heinz-Joachim Theis zusammen mit seinen Mitarbeitern ehrenamtlich. Über Mitgliedsbeiträge, Geldspenden und vergleichsweise bescheidene Eintrittsgelder für das Museum generiert man die Einnahmen zur Deckung der Betriebskosten und des vereinzelten Erwerbs unwiederbringlicher Sammlungsgegenstände.
Nur 50 m weiter, gleich um die Ecke vom Keramik-Museum entfernt, betreibt Theis einen „Bollhagen-Shop“ mit Zier- und Gebrauchskeramik aus den in Marwitz produzierenden HB-Werkstätten : Ihre noch immer erschwinglichen Speiseservices, Vasen, Schalen und Dosen hatte die 2001 verstorbene „Grande Dame der ostdeutschen Keramik“, Hedwig Bollhagen entworfen, die einer der ersten Förderinnen und schon 1992 Ehrenmitglied des Keramik-Museums geworden war; nur eine von zahlreichen bekannten Keramikkünstlern aus dem Freundeskreis um den Museumsleiter.
So konnte Theis auch Arbeiten anderer führender Persönlichkeiten der modernen Keramikszene zeigen, darunter beispielsweise Jan Bontjes van Beek, Beate Kuhn, Else Harney, Otto Lindig, Hubert Griemert, Renée Reichenbach, Petra Benndorf oder den aus Korea stammenden Künstler Kap-Sun Hwang. Zum 25sten Gründungsjubiläum seiner Galerie hatte Heinz-Joachim Theis bereits die Mehrheit der Künstler der Gruppe 83 in Einzelausstellungen vorgestellt – neben den zahlreichen wechselnden Ausstellungen im Keramik-Museum präsentiert die Galerie Theis seit ihrem 25. Jubiläum nur noch sporadisch Sonderausstellungen.
Heinz-Joachim Theis publizierte als Autor und Herausgeber über Zeitströmungen in der Keramikkunst, verschiedene Töpfereien und Künstler, so etwa über Rudolf Kaiser, Friedrich Festersen und Friedrich Festersen's Kunsttöpferei oder Paul Dresler und die Töpferei Grootenburg.
Bereits 2010 wurde der unermüdlich ehrenamtlich Tätige, der noch 2016 über sich selbst sagte: „Ich arbeite so lange es geht, eine Rente strebe ich nicht an“, mit der Verleihung der Bürgermedaille des Berliner Bezirks Charlottenburg geehrt.

## Schriften
- Heinz-Joachim Theis (Hrsg.): Berlin und Brandenburg – Keramik der 20er und 30er Jahre (= Märkische Ton-Kunst; Bd. 2) (= Baustein … des Deutschen Historischen Museums, Berlin, Bd. 10), Begleitschrift zur Ausstellung des Deutschen Historischen Museums in Zusammenarbeit mit dem Förderverein Keramik-Museum Berlin vom 15. Oktober 1992 bis 5. Januar 1993 im Zeughaus Berlin, 260 z. T. illustrierte Seiten 260 sowie ein Blatt Katalogbeilage, Stuttgart: Ed. Cantz, 1992, ISBN 978-3-89322-497-5 und ISBN 3-89322-497-1
- Heinz-J. Theis (Hrsg.): Bontjes – Aspekte, ergänzendes Begleitheft zur Ausstellung Jan Bontjes van Beek – Keramiker 1899–1969 vom 1. August–26. September 1999. Das Keramik-Museum Berlin zu Gast in der Großen Orangerie des Schlosses Charlottenburg. Hrsg. für den Förderverein Keramik-Museum Berlin (KMB), Berlin: KMB, 1999; Inhaltsverzeichnis
- Heinz-J. Theis (Hrsg.): Kunsttöpferei Friedrich Festersen. Berlin 1909–1922, Publikation zur Ausstellung im Keramik-Museum Berlin vom 4. April bis 1. Juni 2009, Hrsg. für den Förderverein Keramik-Museum Berlin (KMB), Berlin: KMB, 2009
- Heinz-J. Theis (Hrsg.): Paul Dresler und die Töpferei Grootenburg (1879–1950), Begleitschrift zur Ausstellung im Keramik-Museum Berlin vom 29. August 2010 bis 24. Januar 2011, 2. Auflage, hrsg. für den Förderverein Keramik-Museum Berlin (KMB), Berlin: KMB, 2010
- Heinz-J. Theis (Hrsg.): In memoriam Rudolf Kaiser (1910–1980), Begleitschrift zur Ausstellung im Keramik-Museum Berlin vom 19. Juni bis 20. September 2010, hrsg. für den Förderverein Keramik-Museum Berlin (KMB), Berlin: KMB, 2011
- Heinz-J. Theis (Hrsg.): Die zeitlose Form. Porzellan und Keramik von Hermann Gretsch (1895–1950), Begleitschrift zur Ausstellung im Keramik-Museum Berlin vom 5. November 2011 bis 30. Januar 2012, 1. Auflage, hrsg. für den Förderverein Keramik-Museum Berlin (KMB), Berlin: KMB, 2011; Inhaltsverzeichnis
- Heinz-J. Theis (Hrsg.): Hedwig Bollhagen (1907–2001). Zier- und Gebrauchskeramik, 1. Auflage, hrsg. für den Förderverein Keramik-Museum Berlin (KMB), Berlin: KMB, 2012; Inhaltsverzeichnis